# Beldades de Windsor
As Beldades de Windsor (em inglês:  Windsor Beauties) é uma série de retratos pertencentes à Royal Collection, de autoria de Peter Lely, produzidos na década de 1660, representando as damas da corte do rei Carlos II de Inglaterra, algumas das quais eram suas amantes. O nome deriva do local original dos quadros, o Castelo de Windsor. Em 2022, estiveram em exibição em Hampton Court.
Cópias dos quadros foram encomendadas por Robert Spencer, 2.º Conde de Sunderland no século XVII para a sua coleção em Althorp, e o conjunto completo ainda pode ser visto em Picture Gallery, uma sala que ele criou para mostrar a sua adoração pela arte.

## História
Os retratos foram encomendados pela duquesa de Iorque Ana Hyde, esposa do príncipe Jaime, o futuro rei Jaime II, provavelmente entre 1662 a 1665. A primeira pessoa a mencioná-los foi Samuel Pepys, que no seu diário escreveu que estavam pendurados no quarto do duque de Iorque, em 1668.
Segundo um inventário de 1674, eles estavam localizados no quarto ducal no Palácio de St. James.. Após a morte da duquesa, as pinturas se encontravam no White Room no Palácio de Whitehall, e até 1688, tinham sido movidos para o quarto de vestir da princesa no Castelo de Windsor. Levados para outros quartos no mesmo castelo no século XVIII, o conjunto de retratos foi transferida para Hampton Court em alguma data anterior à 1835.
Hoje estão pendurados em Communications Gallery, em Hampton Court.

## Lista das Beldades

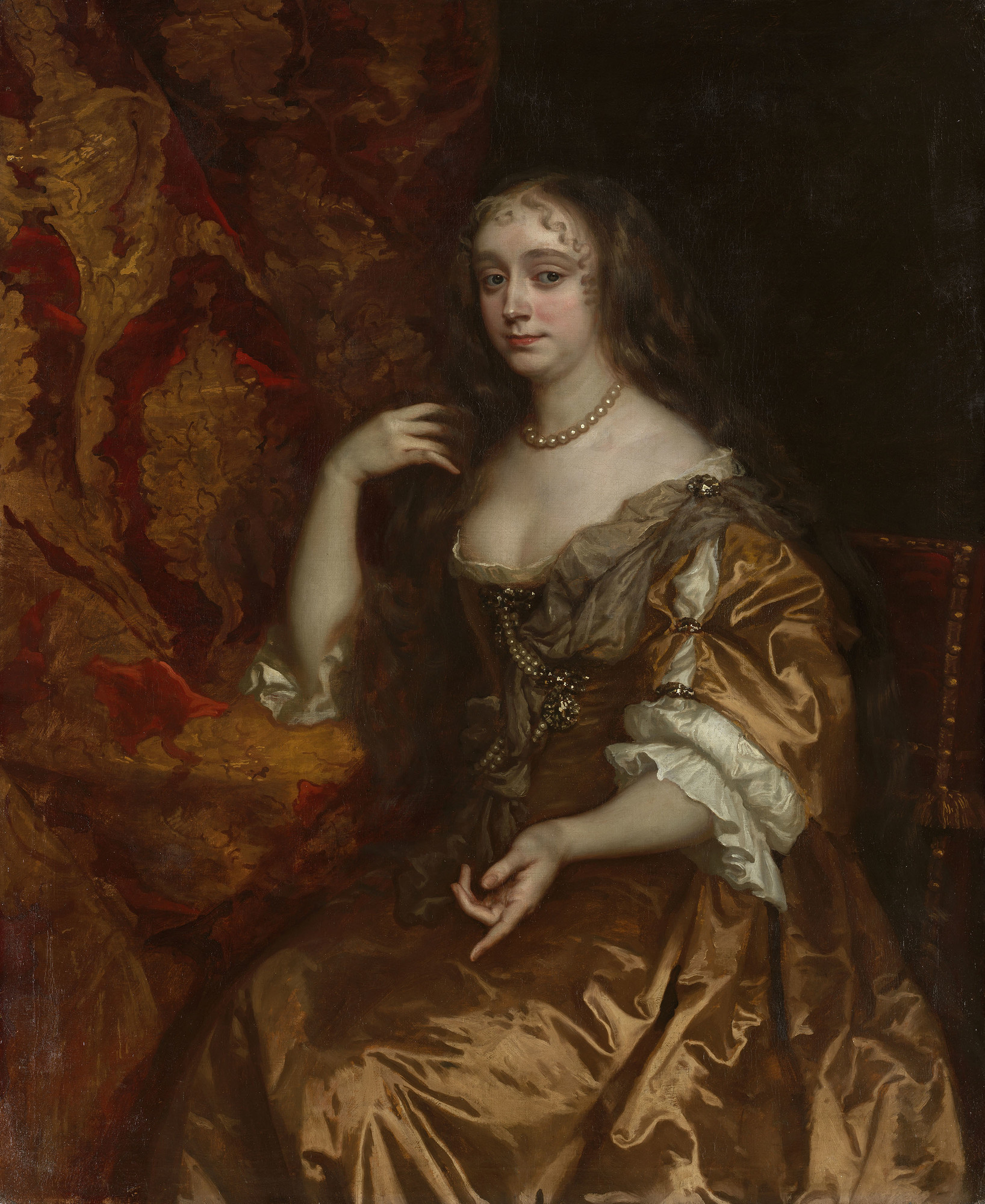
Ana Hyde, c. 1662, atualmente no Palácio de Holyrood.

As mulheres representadas no quadros são:
- Frances, Duquesa de Richmond e Lennox (nascida Stuart);
- Elizabeth, Condessa de Gramont (nascida Hamilton);
- Jane Myddelton (nascida Needham);
- Margaret, Senhora Denham (nascida Brooke; chamada de Elizabeth nas fontes, mas Margaret na Royal Collection);
- Frances, Senhora Whitmore (nascida Brooke, irmã de Margaret Brooke, e mãe de Frances Whitmore, uma das Beldades de Hampton Court);
- Mary, Condessa de Falmouth e Dorset (nascida Bagot; chamada de Elizabeth nas fontes, mas Mary na Royal Collection);
- Henrietta Hyde, Condessa de Rochester (nascida Boyle; cunhada da duquesa de Iorque);
- Barbara Palmer, 1.ª Duquesa de Cleveland (nascida Villiers);
- Anne Spencer, Condessa de Sunderland (nascida Digby);
- Elizabeth Percy, Condessa de Northumberland (nascida Wriothesley);
- Emilia Butler, Condessa de Ossory (nascida van Nassau-Beverweerd; há uma pintura por Hilary Jane Morgan baseada na original por Lely); [8]
- Henriqueta Ana, Duquesa de Orleães.

Apesar da duquesa de Iorque não fazer parte da lista original, ela também foi pintada por Peter Lely.

## Galeria

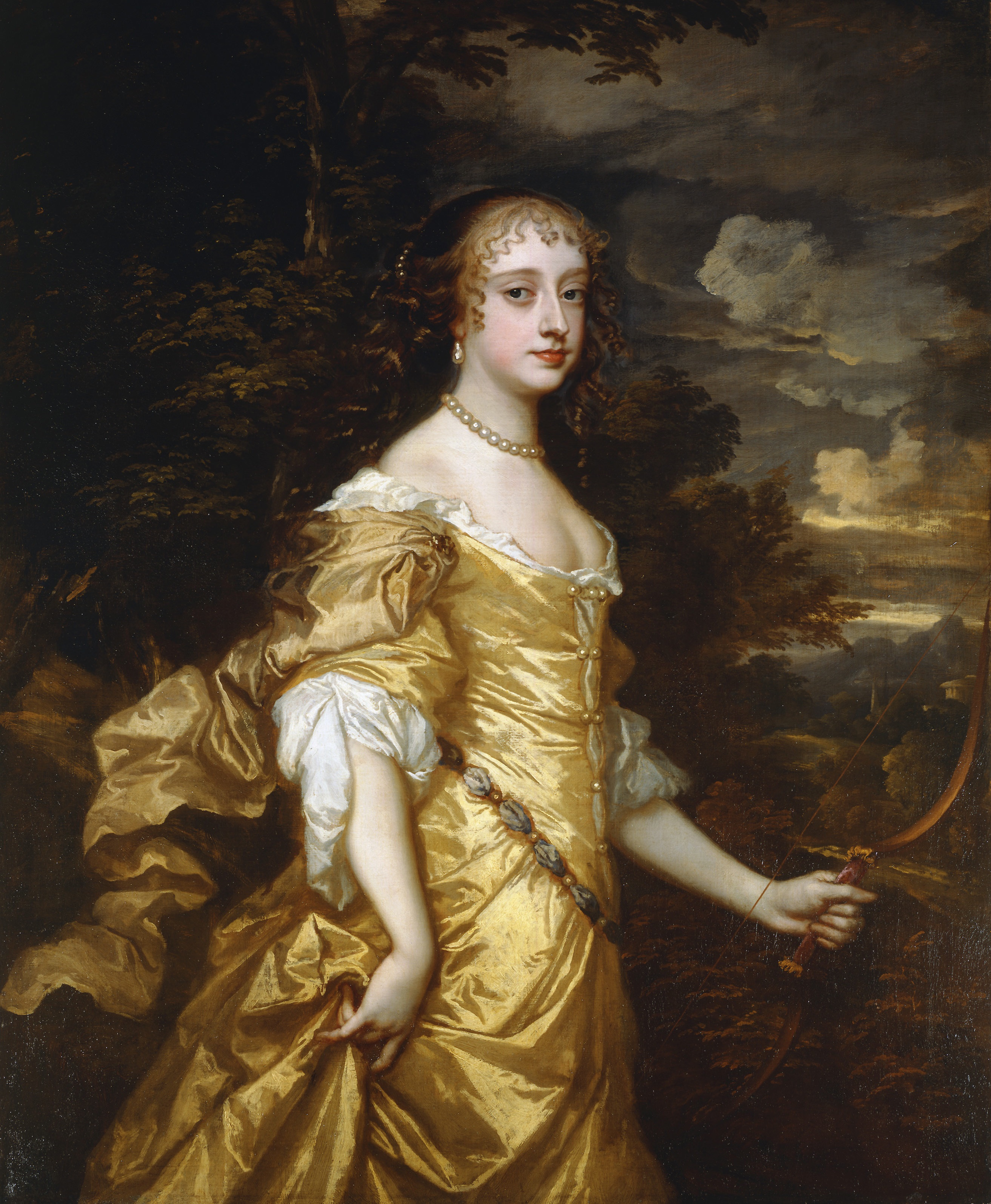
Frances, Duquesa de Richmond e Lennox, c. 1662;
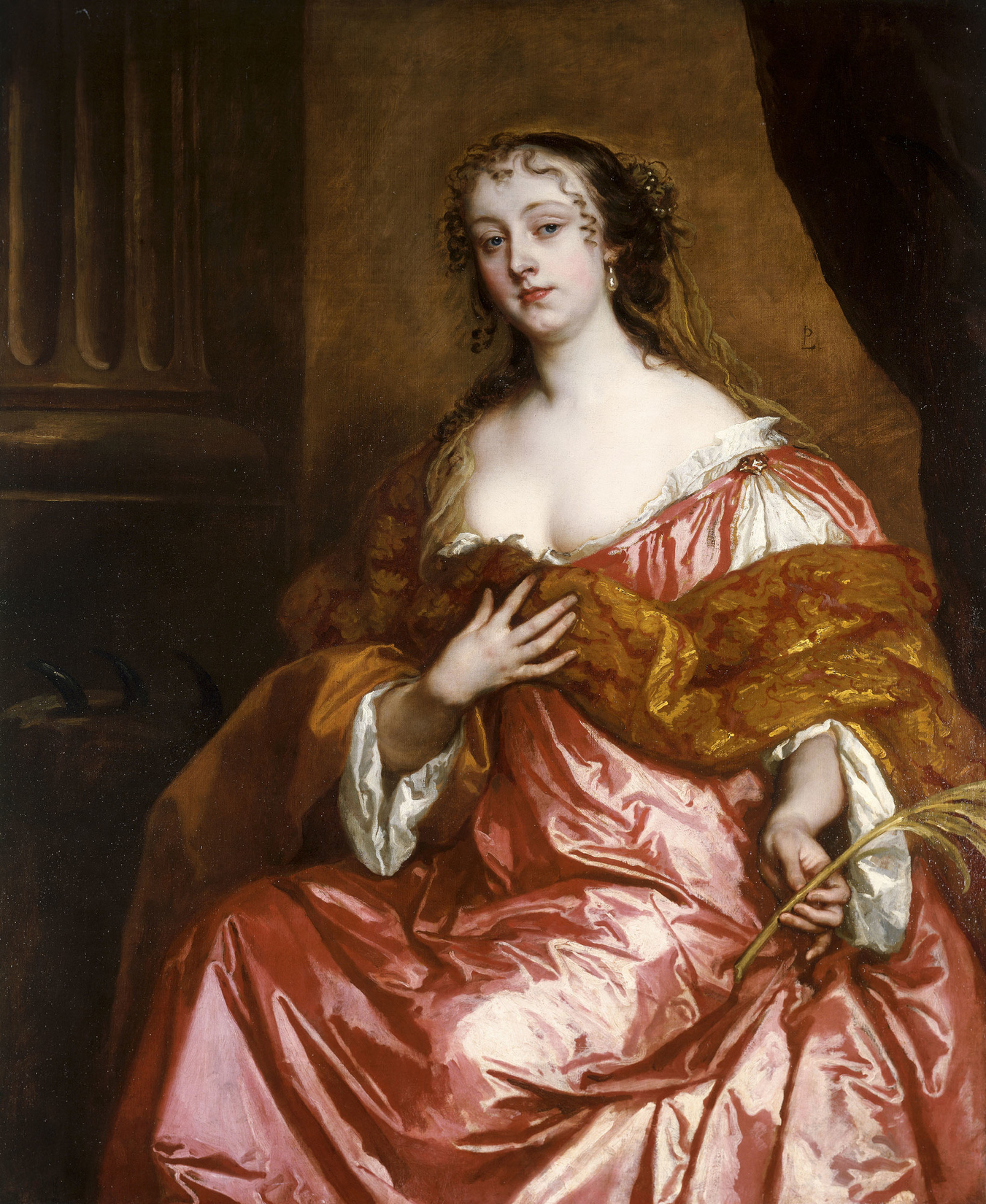
Elizabeth, Condessa de Gramont é representada como a Santa Catarina de Alexandria.
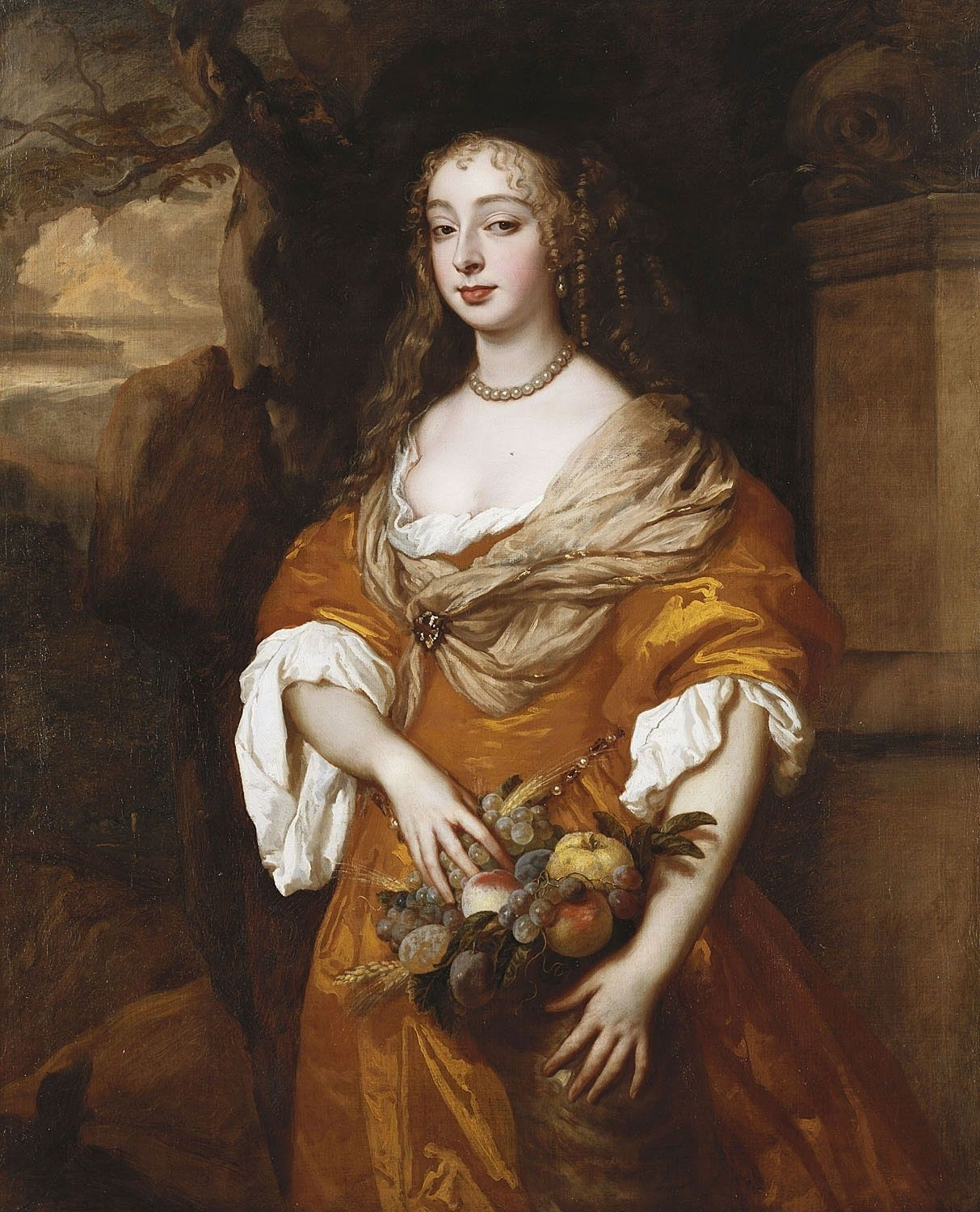
Jane Myddelton, c. 1663 a 1665;
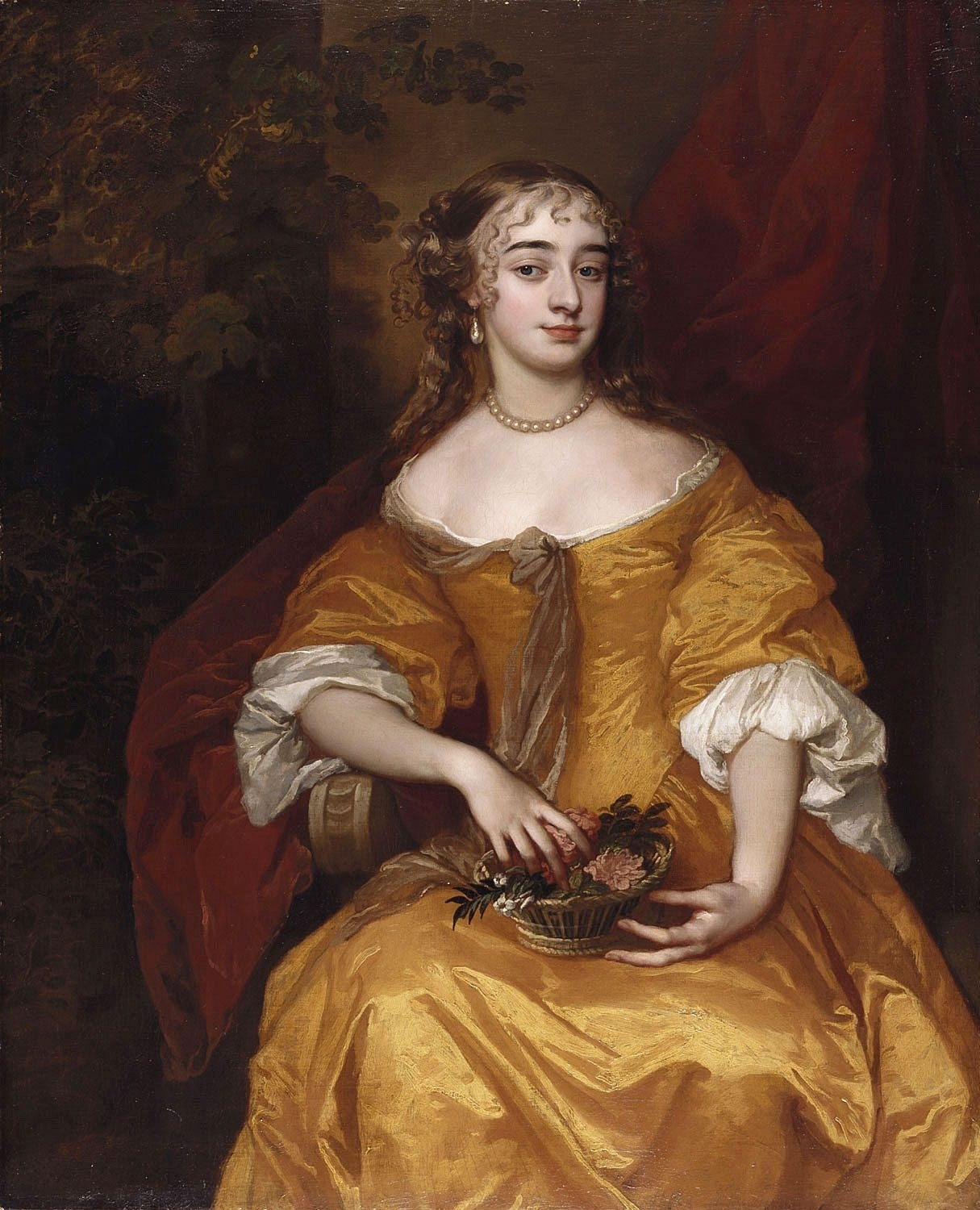
Margaret, Senhora Denham, c. 1663 a 1665;
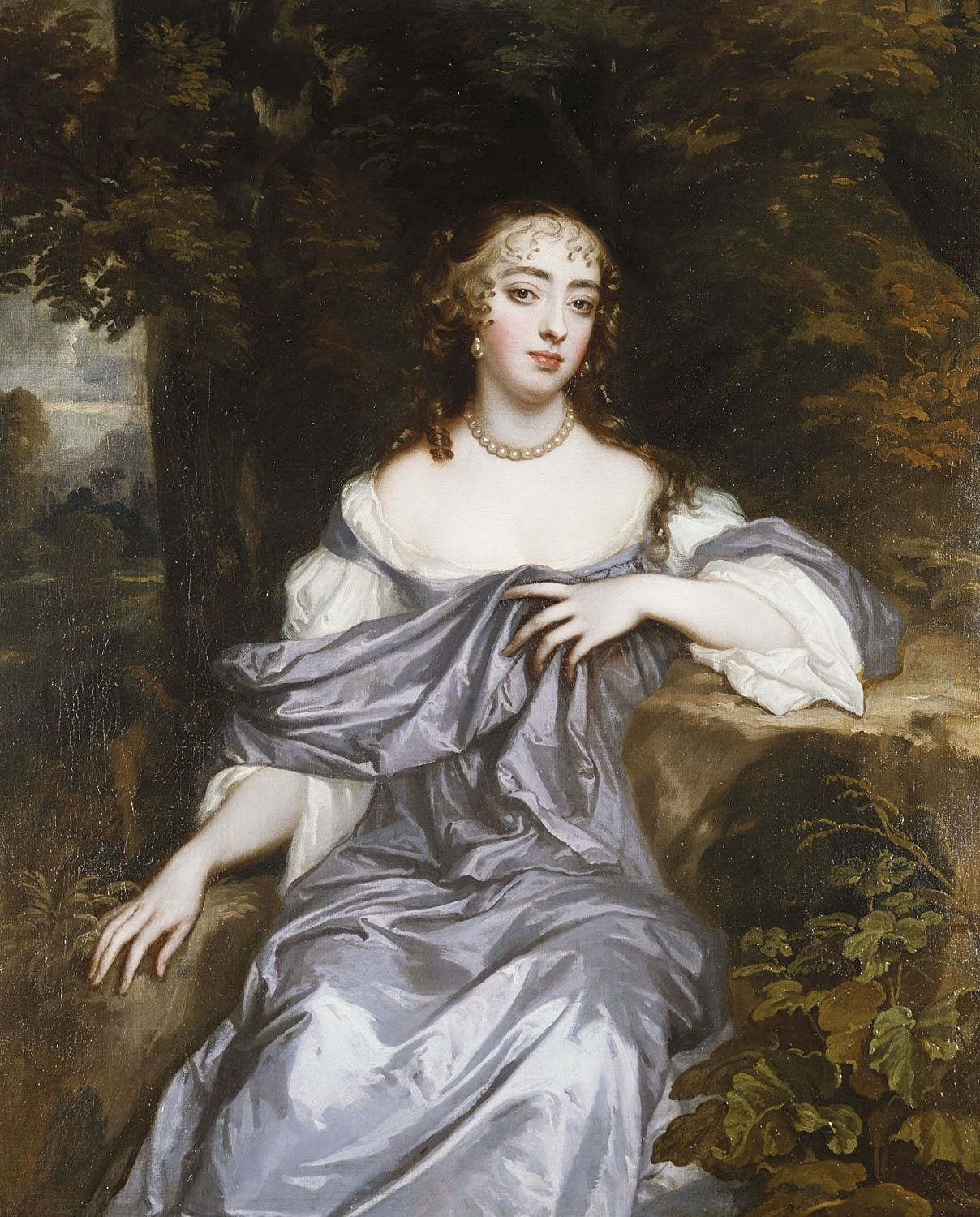
Frances, Senhora Whitmore, c. 1665
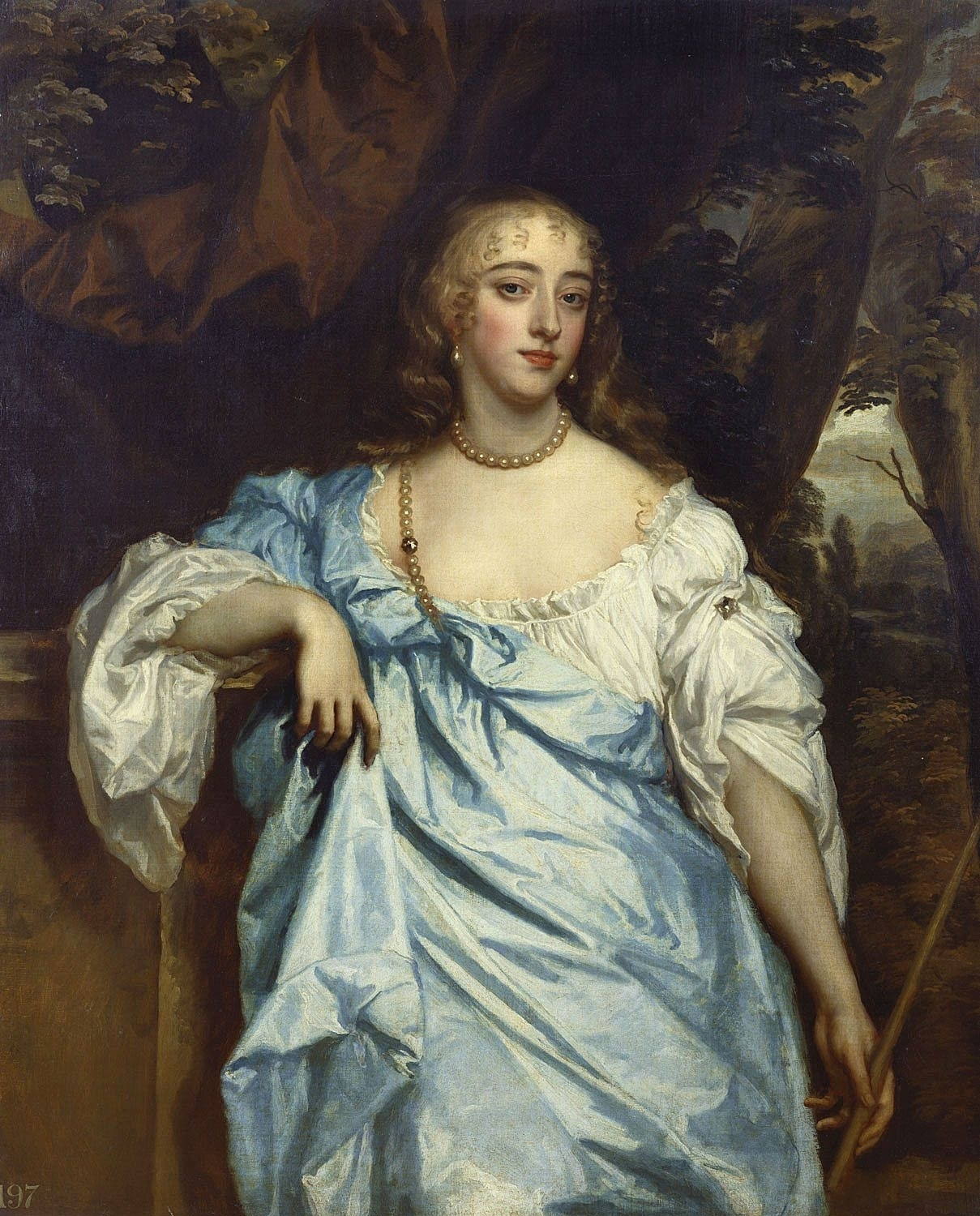
Mary, Condessa de Falmouth e Dorset, c. 1664 e 1665;
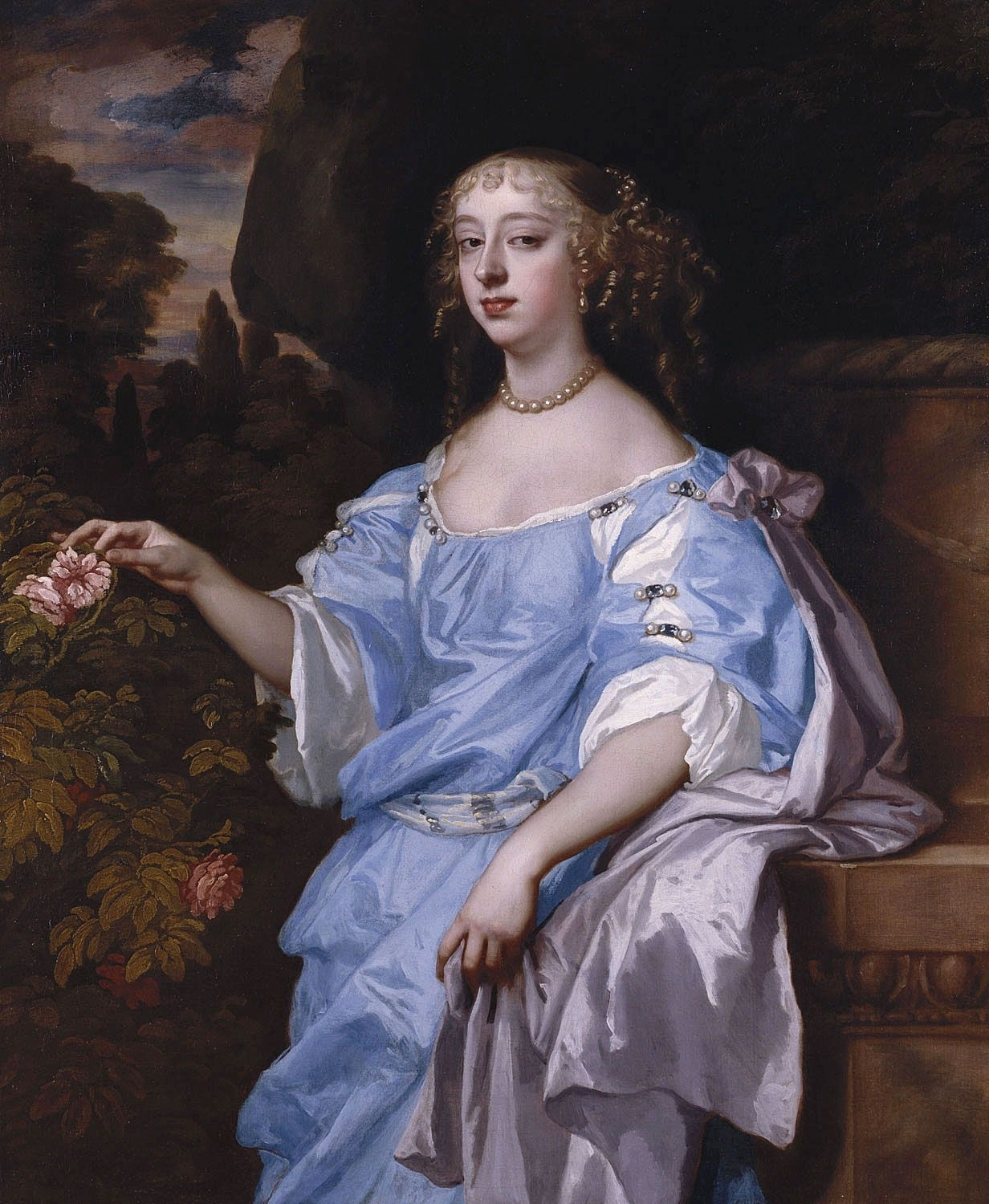
Henrietta Hyde, Coundessa de Rochester, c. 1665;
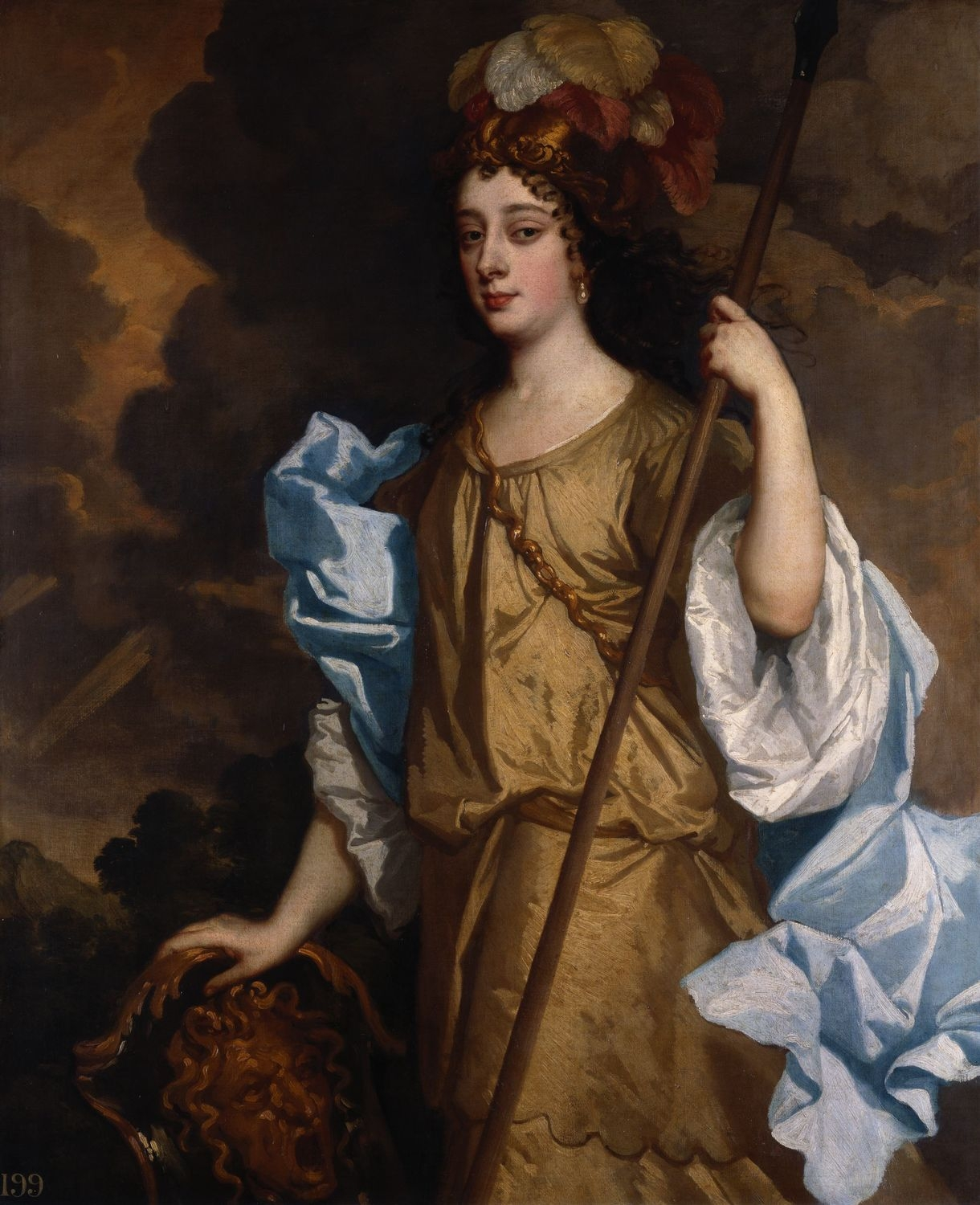
Barbara Palmer, 1.ª Duquesa de Cleveland é representada como Minerva;
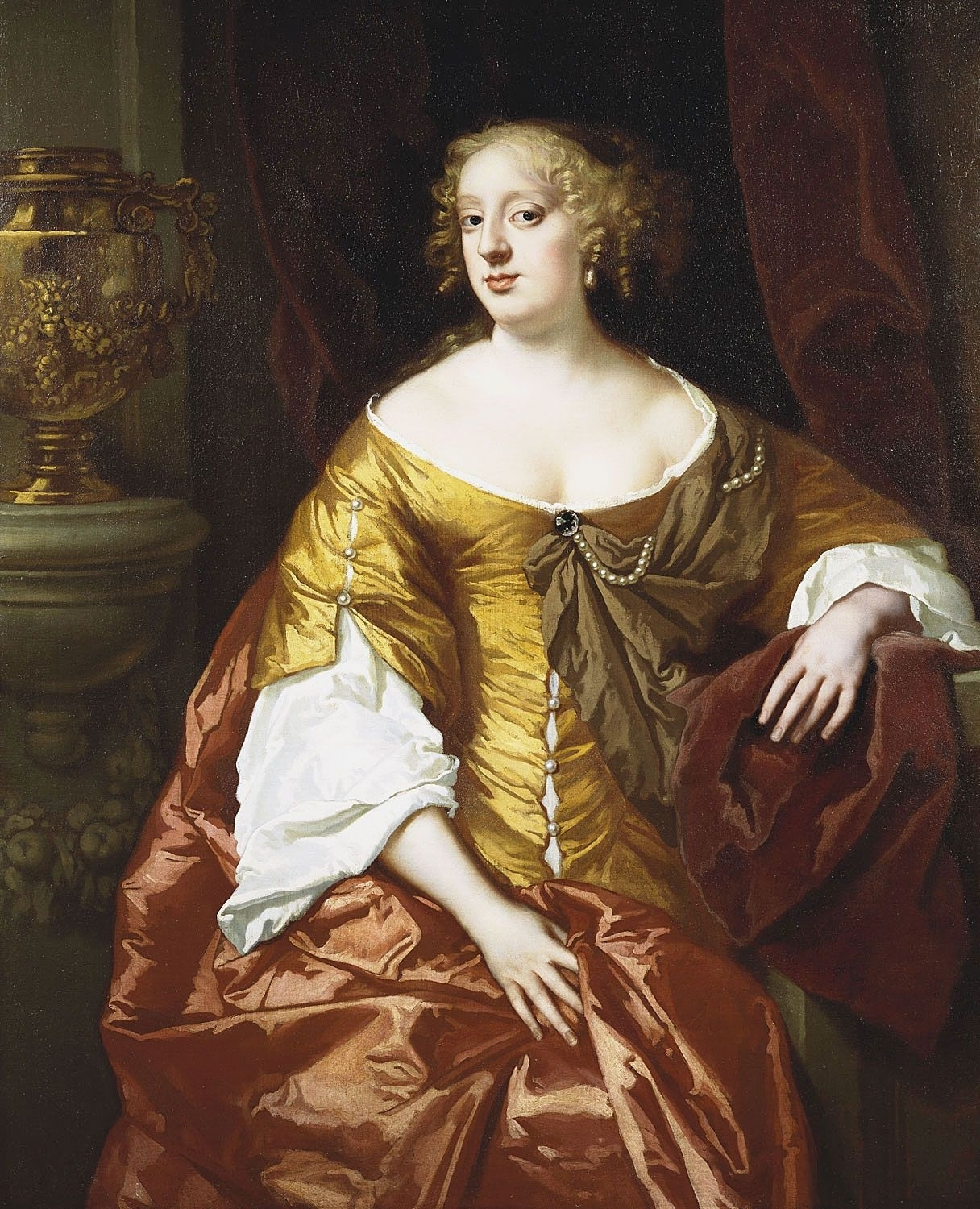
Anne Spencer, Condessa de Sunderland, antes de 1666;
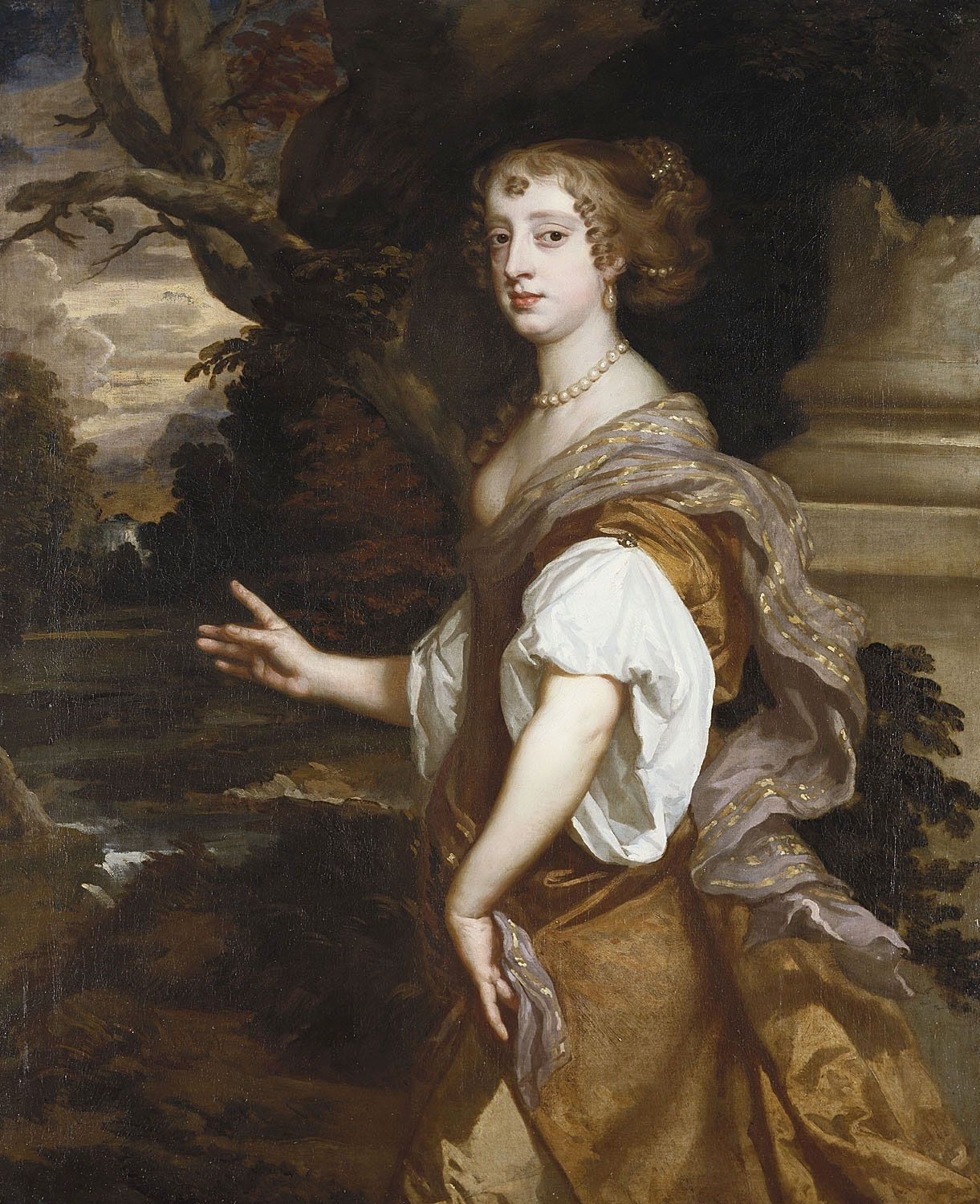
Elizabeth Percy, Condessa de Northumberland, c. 1665;
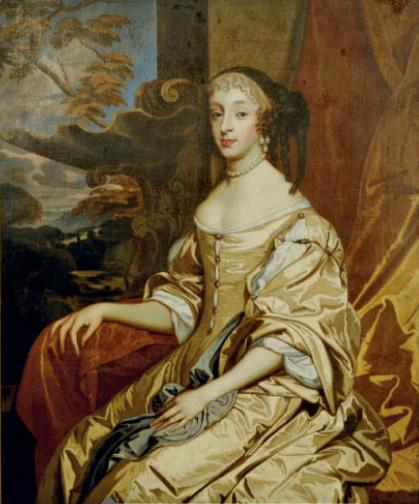
Henriqueta Ana, Duquesa de Orleães.